# Pietro Mennea

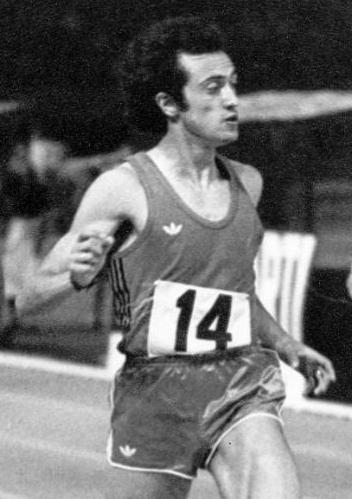
Pietro Mennea w 1972

Pietro Paolo Mennea (ur. 28 czerwca 1952 w Barletcie, zm. 21 marca 2013 w Rzymie) – włoski lekkoatleta, sprinter, eurodeputowany V kadencji.

## Życiorys
W swojej wieloletniej karierze sportowej został indywidualnie w biegu na 200 metrów mistrzem olimpijskim z Moskwy (1980) i brązowym medalistą olimpijskim z Monachium (1972). W Moskwie wywalczył także brązowy medal w sztafecie 4 × 400 metrów. Wystąpił na pięciu letnich igrzyskach olimpijskich (w Monachium w 1972, Montrealu w 1976, Moskwie w 1980, Los Angeles w 1984 i Seulu w 1988).
W latach 1979–1996 był rekordzistą świata w biegu na 200 m (rekord został ustanowiony w Meksyku na bardzo dużej wysokości; pobił go dopiero Michael Johnson). Pietro Mennea uzyskał także m.in. dwa medale mistrzostw świata i sześć medali mistrzostwo Europy, a ponadto m.in. pięć złotych medali na igrzyskach śródziemnomorskich. We Włoszech był określany przydomkiem Freccia del Sud (pol. „Strzała Południa”). Już po zakończeniu kariery sportowej przyznał, że w jej trakcie przyjmował hormon wzrostu (specyfik ten w tamtym czasie nie znajdował się na liście niedozwolonych substancji).
Pietro Mennea w latach 1999–2004 sprawował mandat deputowanego do Parlamentu Europejskiego V kadencji. Został wybrany z listy Demokratów, był członkiem grupy liberalnej, później chadeckiej, a od 2003 pozostawał posłem niezrzeszonym. Pracował w Komisji Kultury, Młodzieży, Edukacji, Mediów i Sportu. Założył i stanął na czele fundacji swojego imienia (Fondazione Pietro Mennea).
Pochowany na cmentarzu Flamińskim.

## Osiągnięcia

### Letnie igrzyska olimpijskie
- Monachium 1972 – bieg na 200 metrów – brązowy medal
- Moskwa 1980 – bieg na 200 metrów – złoty medal
- Moskwa 1980 – sztafeta 4 × 400 metrów – brązowy medal

### Mistrzostwa świata
- Helsinki 1983 – sztafeta 4 × 100 metrów – srebrny medal
- Helsinki 1983 – bieg na 200 metrów – brązowy medal

### Mistrzostwa Europy
- Helsinki 1971 – sztafeta 4 × 100 metrów – brązowy medal
- Rzym 1974 – bieg na 200 metrów – złoty medal
- Rzym 1974 – bieg na 100 metrów – srebrny medal
- Rzym 1974 – sztafeta 4 × 100 metrów – srebrny medal
- Praga 1978 – bieg na 100 metrów – złoty medal
- Praga 1978 – bieg na 200 metrów – złoty medal

### Halowe Mistrzostwa Europy
- Mediolan 1978 – bieg na 400 metrów – złoty medal

### Uniwersjada
- Moskwa 1973 – bieg na 200 metrów – złoty medal
- Rzym 1975 – bieg na 100 metrów – złoty medal
- Rzym 1975 – bieg na 200 metrów – złoty medal
- Meksyk 1979 – bieg na 200 metrów – złoty medal
- Meksyk 1979 – sztafeta 4 × 100 metrów – złoty medal[7][8]

### Igrzyska śródziemnomorskie
- Izmir 1971 – bieg na 200 metrów – złoty medal
- Algier 1975 – bieg na 100 metrów – złoty medal
- Algier 1975 – bieg na 200 metrów – złoty medal
- Split 1979 – bieg na 100 metrów – złoty medal
- Casablanca 1983 – bieg na 200 metrów – złoty medal

## Progresja wyników na 200 metrów
- 1972 – 20,30 s (4 września 1972, Monachium)
- 1974 – 20,60 s (5 września 1974, Rzym)
- 1975 – 20,42 s (1 lipca 1975, Nicea)
- 1977 – 20,17 s (9 września 1977, Düsseldorf)
- 1978 – 20,15 s (2 września 1978, Praga)
- 1979 – 19,72 s rekord świata (12 września 1979, Meksyk)

## Rekordy życiowe
- Bieg na 100 metrów – 10,01 s (1979), były rekord Włoch, były rekord Europy
- Bieg na 150 metrów – 14,8 s (1983), wynik z pomiaru ręcznego
- Bieg na 200 metrów – 19,72 s (1979), były rekord świata, aktualny rekord Europy
- Bieg na 300 metrów – 32,23 s (1979)
- Bieg na 400 metrów – 45,87 s (1977)
- Bieg na 300 metrów (hala) – 32,84 s (1978)
- Bieg na 400 metrów (hala) – 46,51 s (1978)

29 września 1983 w Cagliari włoska sztafeta 4 × 200 metrów (w składzie Stefano Tilli, Carlo Simmionato, Giordani Bongiorni oraz Pietro Mennea) ustanowiła rekord Europy – 1:21,10. Wynik 38,37 s uzyskany przez włoską sztafetę 4 × 100  metrów (w składzie Stefano Tilli, Carlo Simionato, Pierfrancesco Pavoni oraz Petro Mennea) podczas Mistrzostw Świata w Helsinkach w 1983 był do 2010 rekordem Włoch.

## Odznaczenia
- Grande Ufficiale Orderu Zasługi Republiki Włoskiej – 1980[9]
- Commendatore Orderu Zasługi Republiki Włoskiej – 1979[10]